# MOX
O combustível nuclear de mescla de óxidos, óxido misto, combustível MOX, ou simplesmente MOX, é uma mistura de plutônio e urânio natural ou empobrecido, que se comporta em um reator de forma similar ao urânio enriquecido, que alimenta a maioria dos reatores nucleares. O MOX é uma alternativa ao combustível de urânio enriquecido utilizado na maioria dos reatores comerciais do mundo.
Algumas preocupações vêm se manifestando sobre o fato de que os núcleos de MOX gerariam questões sobre o gerenciamento dos residuos de alta atividade que originam. Ainda assim, o MOX é por sua vez uma solução para o tratamento, mediante fissão, das sobras de plutônio das centrais que utilizam combustíveis de urânio.
Em 2005, o reprocessamento de combustível nuclear comercial para obtenção de MOX foi realizado na Inglaterra, França e, em menor escala, na Rússia, Índia e Japão. A China tem planos para desenvolver reatores reprodutores rápidos e reprocessar.
O conhecimento do processo de fabricação do MOX não é divulgado pelas indústrias que o realizam.